# Palais de Ksar Saïd
Le palais de Ksar Saïd, officiellement baptisé Ksar Saïd, Palais des Lettres et des Arts depuis 2019, est un ancien palais beylical tunisien situé au Bardo, dans la banlieue de Tunis, tout près du musée national du Bardo.

## Histoire
L'édifice est initialement la résidence préférée d'Ismaïl Es-Sounni, haut dignitaire de la dynastie husseinite et beau-frère des souverains Mohammed Bey et Sadok Bey. En 1867, Ismaïl Es-Sounni est accusé de complot contre ce dernier et exécuté. Sadok Bey prend possession du palais, l'appelle à titre propitiatoire Ksar Saïd (« Palais bienheureux ») et s'y installe en 1869, après y avoir introduit des transformations notables. C'est au palais de Ksar Saïd qu'est imposé à Sadok Bey la signature du traité du 12 mai 1881, plus connu sous le nom de traité du Bardo, qui marque le début du protectorat français de Tunisie.
Après la mort de Sadok Bey, en 1882, le palais est délaissé par son successeur Ali III Bey qui préfère s'installer à La Marsa. Le géophysicien français Charles Lallemand, qui séjourne à Tunis dans les années qui suivent l'établissement du protectorat, note à propos de Ksar Saïd : « Le palais de Ksar Saïd est entouré de jardins magnifiques. Son orangerie est superbe ; elle couvre plusieurs hectares et contient des milliers d'arbres aux pommes d'or. Le palais lui-même est en assez bon état, et certains appartements sont bien entretenus ».
Au tout début du XXe siècle, le palais redevient une résidence beylicale sous Hédi Bey qui est le seul souverain à l'habiter après Sadok Bey. En 1951, Lamine Bey fait de Ksar Saïd le siège d'un centre hospitalier qui porte son nom, avant qu'il ne soit rebaptisé hôpital Aboulkacem-Chabbi en 1957. Au cours de cette période, le palais subit certaines modifications et ajouts.
Vu l'importance historique du palais, une expérience est tentée en 1981 d'y installer un musée d'histoire moderne et contemporaine de la Tunisie mais ce musée n'est jamais inauguré et son ouverture est reportée à plusieurs reprises. La création, au sein du palais, d'un musée consacré aux beys des dynasties husseinite (1705-1957) et mouradite (1613-1702) est envisagée après la révolution de 2011. En 2016-2017, une exposition intitulée L'Éveil d'une nation et consacrée à l'époque de réformes engagées par la Tunisie entre 1830 et 1881 s'y tient.
En mars 2019, après des travaux de restauration, le palais est rebaptisé « Ksar Saïd, Palais des Lettres et des Arts », inauguré par le chef du gouvernement Youssef Chahed et rouvert au public.
En 2020, Moncef Ben Moussa est nommé directeur général de Ksar Saïd.
Le 15 mars 2022, un arrêté en fait un monument classé.

## Décoration

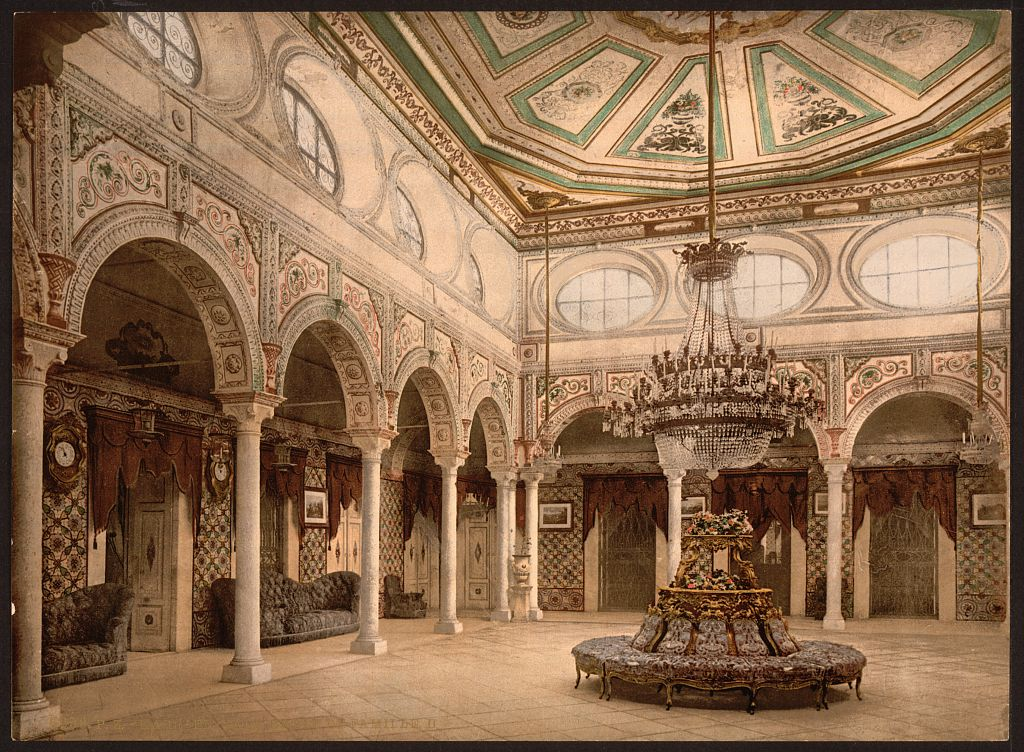
Grand salon ou patio couvert orné d'un péristyle de marbre, de céramiques aux murs, de stucs et d'un plafond peint de style italien. La salle est éclairée par des baies en forme d'œils-de-bœuf (photochrome, 1899).

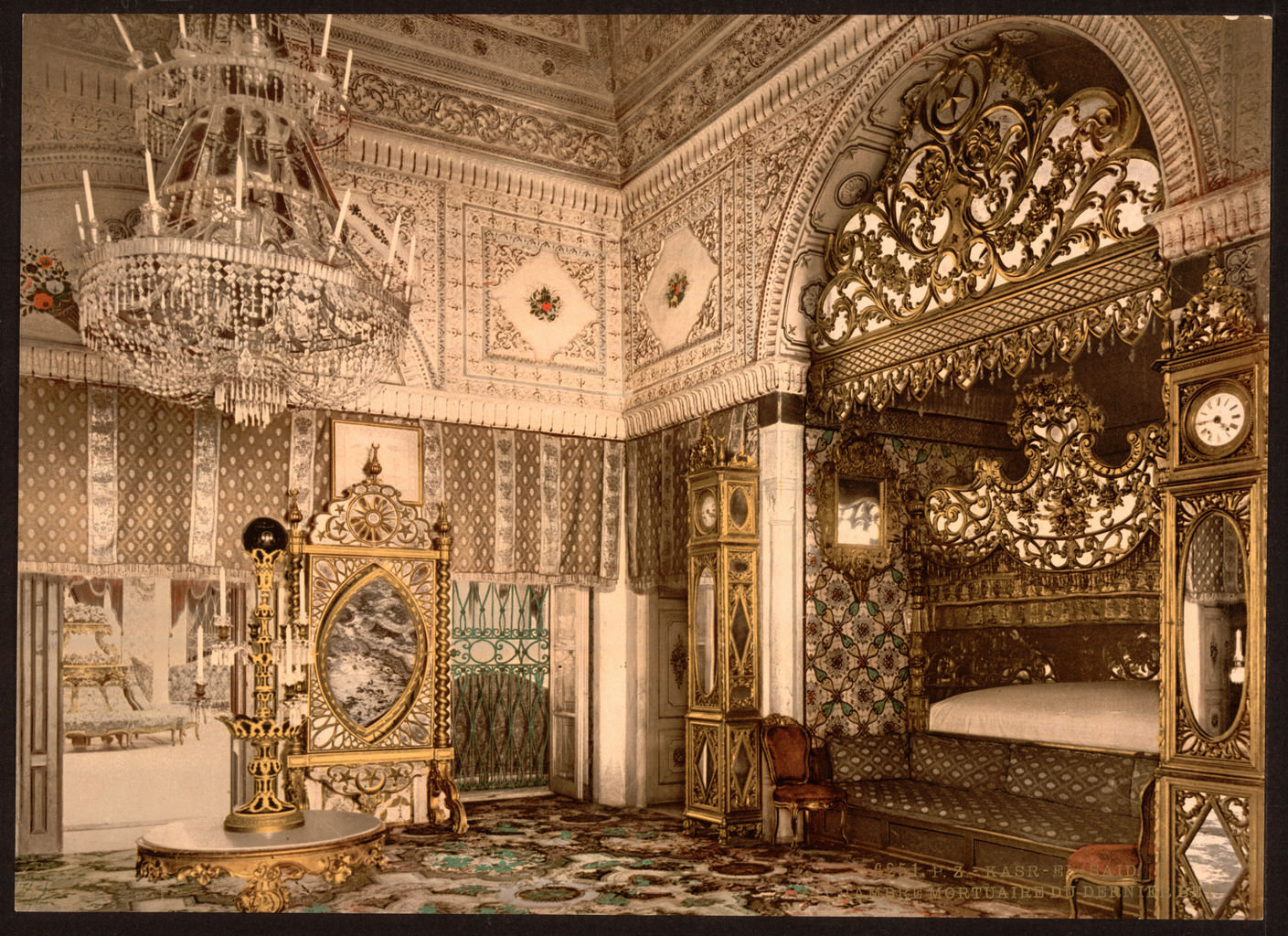
Chambre du bey à Ksar Saïd (photochrome, 1899).

Par son architecture et sa décoration, Ksar Saïd s'apparente aux palais et demeures beylicaux de la Tunisie du XIXe siècle ; on y décèle de profondes influences européennes, mais aussi une certaine fidélité au répertoire architectural et décoratif local. Ce syncrétisme, loin d'être un mélange des genres, constitue une synthèse réussie où cohabitent harmonieusement des styles divers, maîtrisés par les bâtisseurs du palais, d'où l'originalité et l'élégance du monument.
L'influence européenne est d'abord visible dans l'architecture générale du palais ; la primauté est donnée au premier étage, devenu ainsi la partie noble de l'édifice. On y trouve aussi bien les salons d'apparat que les appartements privés du bey. Cette influence est grandement attestée dans la décoration intérieure des salles : tous les murs sont abondamment revêtus de carreaux de céramique importés essentiellement d'Italie, auxquels s'ajoute le marbre blanc, provenant de Carrare en Italie, qui est visible dans les colonnes et les chapiteaux, dans les encadrements des portes et les pavements, etc.
Toutes les peintures exécutées sur les plafonds sont également de facture italienne, de même que les meubles, les tentures et accessoires d'ameublement, comme le montrent des photographies et des cartes postales du début du XXe siècle. Cette prédilection pour le style européen, très nette à Ksar Saïd, ne s'est pas traduite par un abandon de la tradition locale. Dans diverses pièces du palais, des références importantes au répertoire architectural et décoratif tunisien existent.
Ceci est visible dans deux salons d'apparat du premier étage donnant sur le patio central : le salon de droite a, comme la plupart des maisons tunisoises, un plan en T avec alcôves ; le salon de gauche a une voûte en berceau revêtue de sculptures sur plâtre à motifs de rosaces, exécutées selon la technique du nakch hdida.

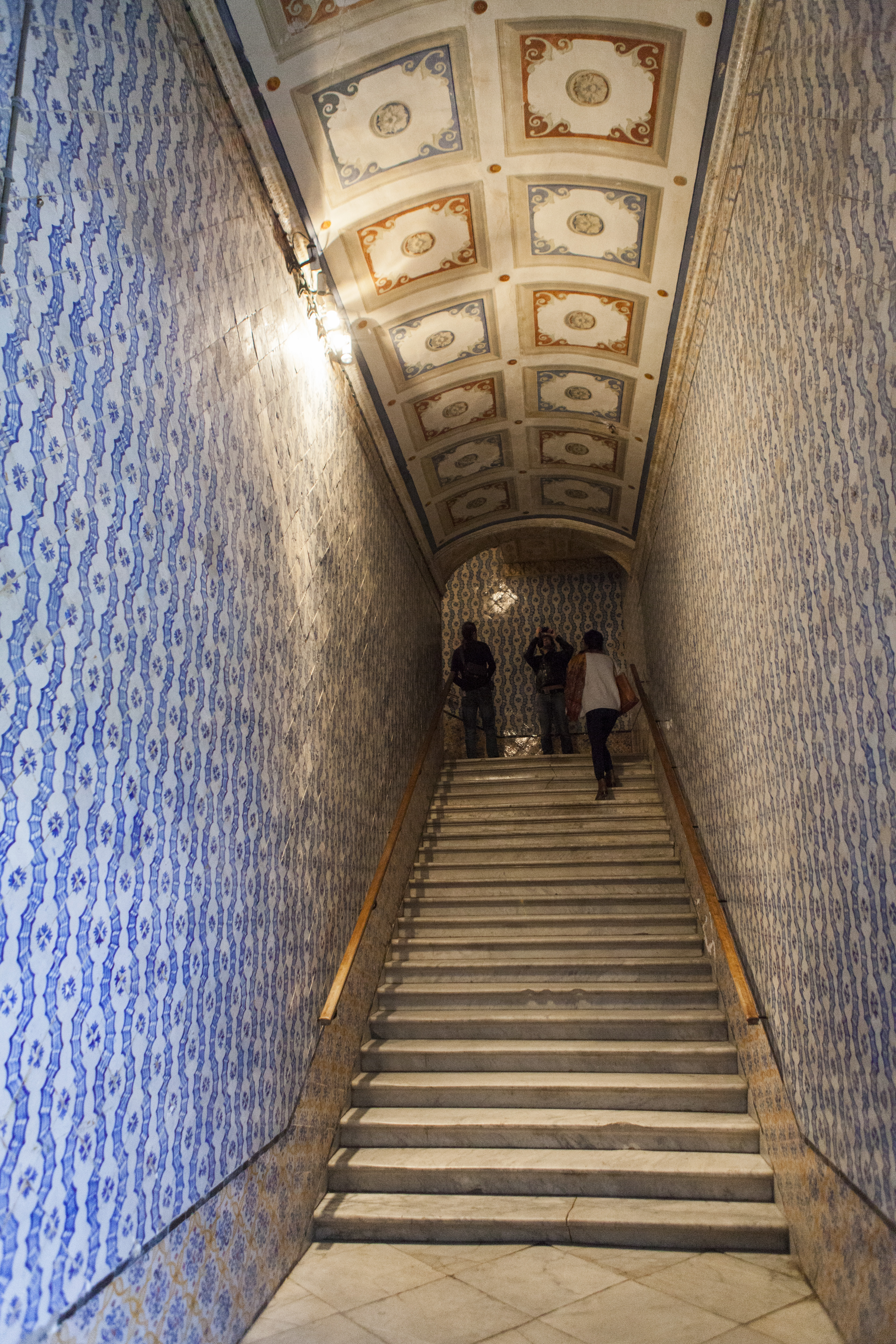
Escalier en marbre blanc menant à l'étage noble. Le plafond est de style italien, ainsi que les céramiques murales.
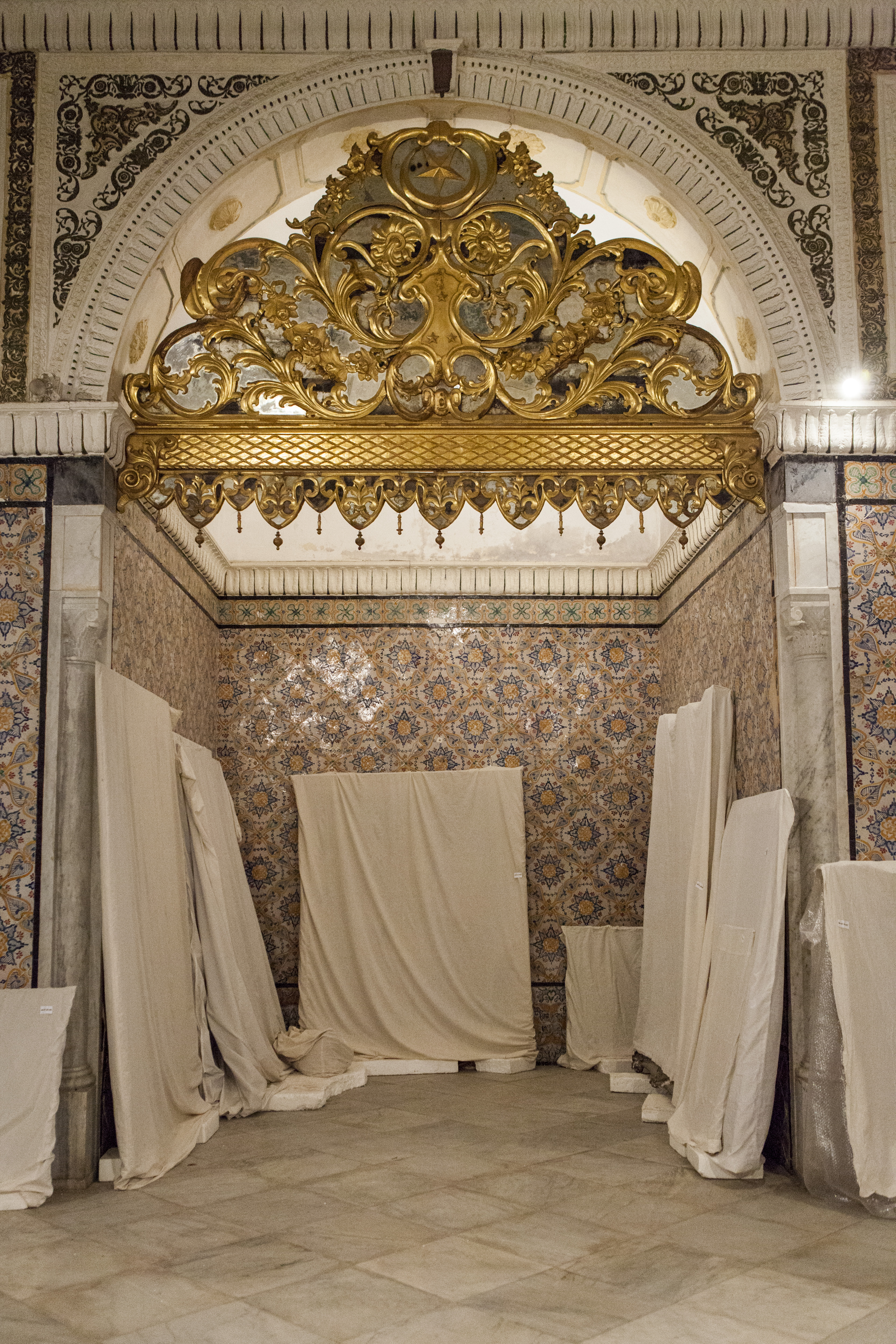
Décoration, sculptée et dorée, remplissant l'arc en plein cintre de l'alcôve d'une chambre du palais.

## Collections

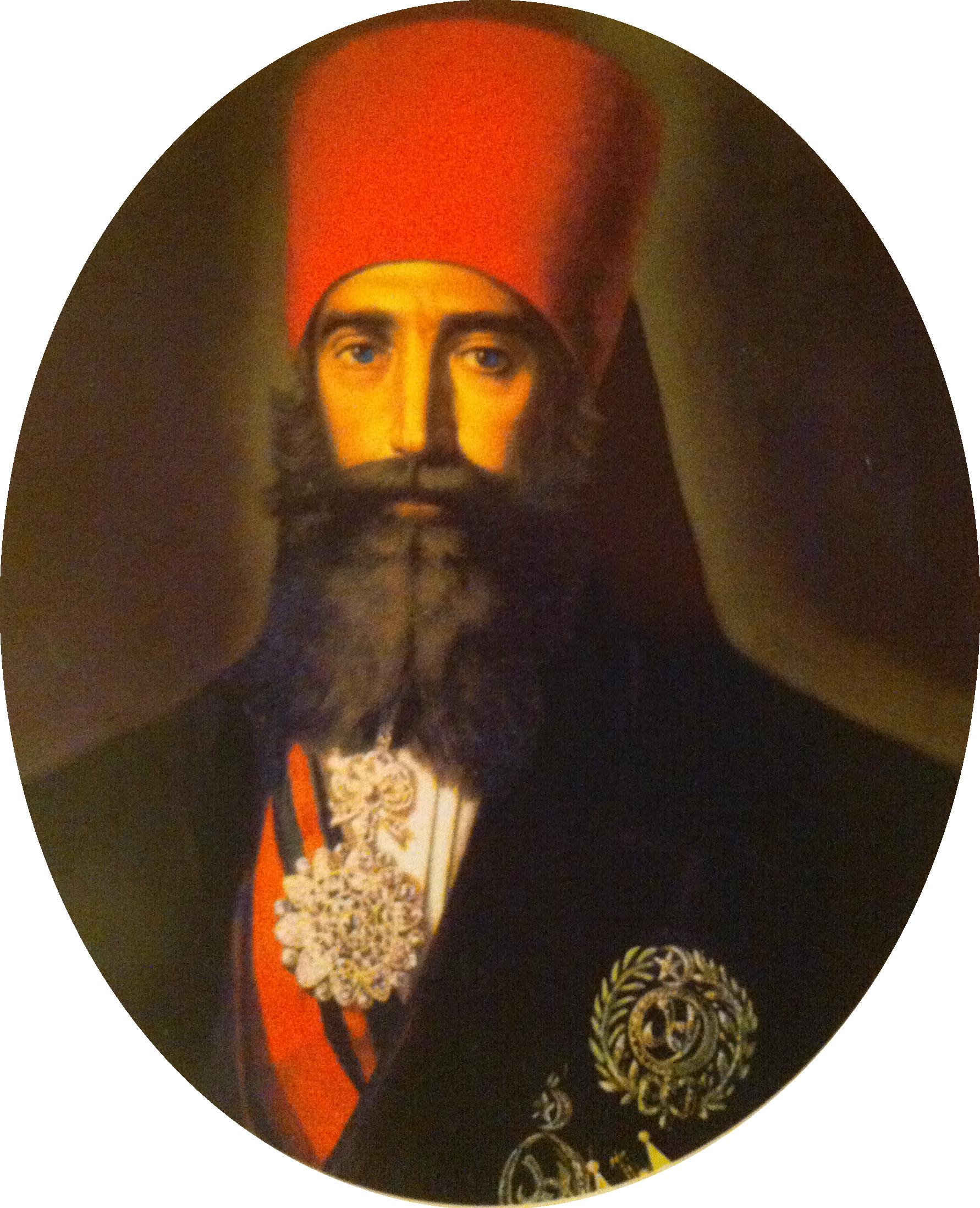
Portrait d'Ahmed Ier Bey (1850), faisant partie des collections de peinture du palais.

Le palais de Ksar Saïd abrite des collections remarquables : le plus gros de celles-ci est constitué de peintures historiques de grandes dimensions, représentant soit des hommes d'État tunisiens ou étrangers, soit des scènes marquantes de l'histoire du pays.

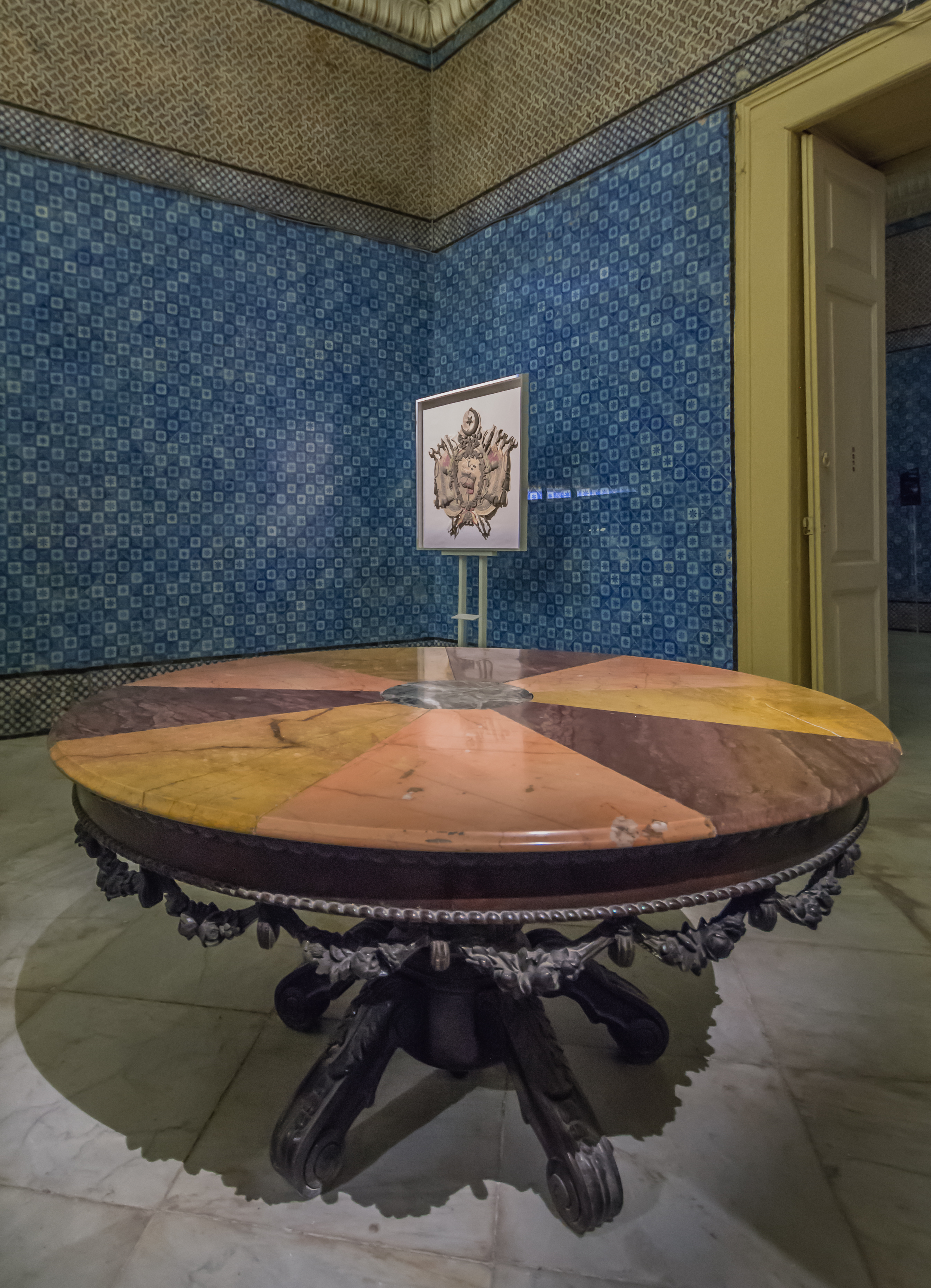
Guéridon de 1881

Parmi ces peintures, on peut citer Ahmed Ier Bey portant l'uniforme européen, Sadok Bey posant la main sur la constitution de 1861, Kheireddine en général de brigade, le grand vizir Mustapha Khaznadar jeune, Victor-Emmanuel II, Louis II de Bavière, etc. D'autres tableaux immortalisent des événements de la vie politique nationale de l'époque comme le retour de l'armée tunisienne de Crimée en 1856, l'entrevue de Sadok Bey avec Napoléon III à Alger en 1860, ou bien l'audience accordée à Bruxelles par le roi des Belges Léopold Ier à Kheireddine, envoyé spécial du bey, etc.
Il s'agit de peintures portant la signature des maîtres de la peinture européenne de l'époque, à l'instar de Charles Gleyre, Auguste Moynier, Alexandre Debelle, Charles-Philippe Larivière, Feodor Dietz, etc. Ces peintures sont au nombre d'une soixantaine. Le palais possède également un mobilier historique diversifié de fabrication locale ou importé. Parmi les pièces notables, on peut citer des trônes beylicaux du milieu du XIXe siècle décorés à la feuille d'or. La principale pièce demeure le guéridon de 1881, celui-là même sur lequel ont été signés, à 83 ans d'intervalle jour pour jour, le traité établissant le protectorat et le décret du président Habib Bourguiba, du 12 mai 1964, nationalisant les terres agricoles détenues par les colons,.
À ces collections s'ajoute une collection de décorations et de médailles husseinites datant des XIXe et XXe siècles. Il s'agit, le plus souvent, du Nichan Iftikhar, fait d'argent et d'émail aux couleurs beylicales, le rouge et le vert.